# A Família: Mais Romântico
A Família - Mais Romântico é o terceiro álbum do grupo de rap brasileiro A Família. Foi lançado em abril de 2008 e gravado em Limeira entre maio e novembro de 2007. Conta com a participação de Edi Rock, membro de Racionais MC's. Contém 16 faixas, descritas mais abaixo.

## Faixas
1. A Vida do povo
2. Problema de Coração
3. Brinquedo assassino não chora
4. Noventa e oito
5. Mesmo se fosse um anjo
6. Filho ingrato
7. Hit das ruas
8. Faça por amor
9. Ao caminho pra destruição
10. Sopra lobo mal
11. O grande amor da minha vida
12. Você é pata de monstro
13. Sexta feira treze
14. Filho do mundo
15. Me deixaram só
16. Meninos são soldados